# Ī̧
Ī̧ (minuscule : ī̧), appelé I cédille macron, est une lettre latine utilisée dans l’écriture du dowayo.

## Utilisation
Le ī̧ est utilisé en dowayo, quand les tons sont indiqués, et est notamment utilisé dans la traduction du Nouveau Testament en dowayo publiée par l’Alliance biblique du Cameroun en 1991.

## Usage informatique
Le I cédille macron peut être représenté avec les caractères Unicode suivants : 
- composé et normalisé NFC (latin étendu A, diacritiques) :

| formes    | représentations | chaînes de caractères | points de code | descriptions                                         |
| --------- | --------------- | --------------------- | -------------- | ---------------------------------------------------- |
| capitale  | Ī̧               | Ī◌̧                    | U+012A U+0327  | lettre majuscule latine i macron diacritique cédille |
| minuscule | ī̧               | ī◌̧                    | U+012B U+0327  | lettre minuscule latine i macron diacritique cédille |

- décomposé et normalisé NFD (latin de base, diacritiques) :

| formes    | représentations | chaînes de caractères | points de code       | descriptions                                                     |
| --------- | --------------- | --------------------- | -------------------- | ---------------------------------------------------------------- |
| capitale  | Ī̧               | I◌̧◌̄                   | U+0049 U+0327 U+0304 | lettre majuscule latine i diacritique cédille diacritique macron |
| minuscule | ī̧               | i◌̧◌̄                   | U+0069 U+0327 U+0304 | lettre minuscule latine i diacritique cédille diacritique macron |

## Sources
- Nouveau Testament doyayo, Alliance biblique du Cameroun, 1991 (lire en ligne)